# 橋本市立城山小学校
橋本市立城山小学校（はしもとしりつしろやましょうがっこう）は、和歌山県橋本市城山台の市立小学校。

## 概要
1981年開校。名称の由来である城山台に、紀北最大級である長藪城跡があることから、城山という地区付けがなされた。

## 通学区域
- 城山台、紀見、胡麻生、しらさぎ台[2]。

## 卒業後進路
- 橋本市立紀見東中学校[2]